# Villadangos del Páramo
Villadangos del Páramo ist ein Ort am Jakobsweg in der Provinz León der Autonomen Gemeinschaft Kastilien-León. Zum Municipio gehören auch die Orte Celadilla del Páramo und Fojedo del Páramo.

## Namensherkunft
Für den Ortsnamen gibt es zwei Erklärungsversuche
- „Villa de Eneco“. Eneco ist ein baskischer Vorname und könnte Gründer oder Grundherr während der Reconquista oder der nachfolgenden Wiederbesiedlung gewesen sein.[2]
- „Villa de Angos (oder Ancos)“, u. U. ein fränkischer Pilger, der während der Wiederbesiedlung eine wichtige Rolle spielte.

## Geschichte
Der Ursprung Villadangos könnte in der Ansiedlung Vallata der Asturer zu suchen sein, das von den Römern unblutig erobert wurde. Es wird in antiken Itineraren erwähnt. Nach der maurischen Invasion zu achten Jahrhunderts wurde der Ort bis 714 aufgrund verschiedener Kampfhandlungen verlassen. Ende des 9. und Anfang des 10. Jahrhunderts begann die Wiederbesiedlung der Gegend unter den Königen von León.
Villadangos war 1111 Schauplatz einer bewaffneten Auseinanderbewaffnung zwischen galicischen Anhängern von Königin Urraca von León-Kastilien und Alfons I. von Aragón, Gegenstand waren die Besitzungen Prinz’ Alfons, Sohn von Urraca und zukünftiger Alfons VII. Die damalige Schlacht hat dem Ort der Begegnung den Namen gegeben, der noch immer „La Matanza“ heißt.
Von 1112 bis 1580 war Viadangos Teil kirchlicher Besitzungen, 1788 vergab Karl III. (Spanien) den Titel Markgraf von Villadangos (Marqués de Villadangos), den es etwa bis 1837 gab.
Bis Ende des 19. Jahrhunderts war die Wirtschaft auf Tierhaltung (Schaf und Ziege) und Getreideanbau zur Selbstversorgung beschränkt. Mit der Ankunft der Eisenbahn entwickelte sich Industrie, die dem Dorf eine Phase der Prosperität einbrachte. Bis in die 1950er Jahre stieg die Bevölkerung und erreicht 700 Einwohner. Am Bahnhof entwickelte sich mit dem „Bahnhofsviertel“ (Barrio de la Estación), ein Ortsteil mit einer Wohn- und Gewerbemischung.
1967 wurden zwei Projekte in Angriff genommen: Die landwirtschaftlichen Parzellen wurden konzentriert und die Melioration des Páramo Leones begonnen („Riegos del Páramo“). Für letzteres wurde ein System von Bewässerungskanälen angelegt sowie eine Talsperre in Barrios de Luna. Beide Maßnahmen verbesserten die Basis für die Landwirtschaft erheblich, gleichzeitig entwickelten sich Industrie und Dienstleistungssektor.
Mit der Eingemeindung von Celadilla del Páramo und Fojedo del Páramo erhöhte sich die Einwohnerzahl auf über 1000. Die in den 1970er Jahren als Feriensiedlung geplante Urbanización Camino de Santiago wird ganzjährig genutzt, im Sommer verdoppelt sich jedoch die Zahl der Bewohner. Aktuell wird eine dritte Bauphase realisiert, die den Umfang der Siedlung noch einmal deutlich erhöhen wird.
In jüngster Zeit wurde ein Großgewerbegebiet von 200 Hektar Fläche eröffnet, in dem verschiedene große Unternehmen produzieren.

### Bürgerkrieg und Exhumierungen im Jahr 2022
Obwohl Villadangos nicht zur Kampffront gehörte, war der Hügel von Villadangos während des Spanischen Bürgerkriegs zwischen September und November 1936 Schauplatz von Hinrichtungen. Man schätzt, dass 85 Sympathisanten der Republikaner getötet wurden, die meisten von ihnen aus dem franquistischen Konzentrationslager San Marcos. Mindestens 71 von ihnen wurden in ein Massengrab auf dem örtlichen Friedhof geworfen und weitere 13 wurden in einem Grab in Fojedo del Páramo begraben. Im Februar 2022 konnten die ersten Exhumierungen im Rahmen des Gesetzes zum historischen Gedenken durchgeführt werden, trotz des anfänglichen Widerstands der Stadtverwaltung und eines Gemeinderats, dessen Votum schließlich von der Junta de Castilla y León annulliert wurde. Es wurden die sterblichen Überreste von zehn Personen geborgen, obwohl es Hinweise auf weitere Leichen gibt, die sich unter den in den 1960er Jahren errichteten Pantheons befinden, obwohl die Existenz dieser Gräber bekannt war.

## Sehenswertes

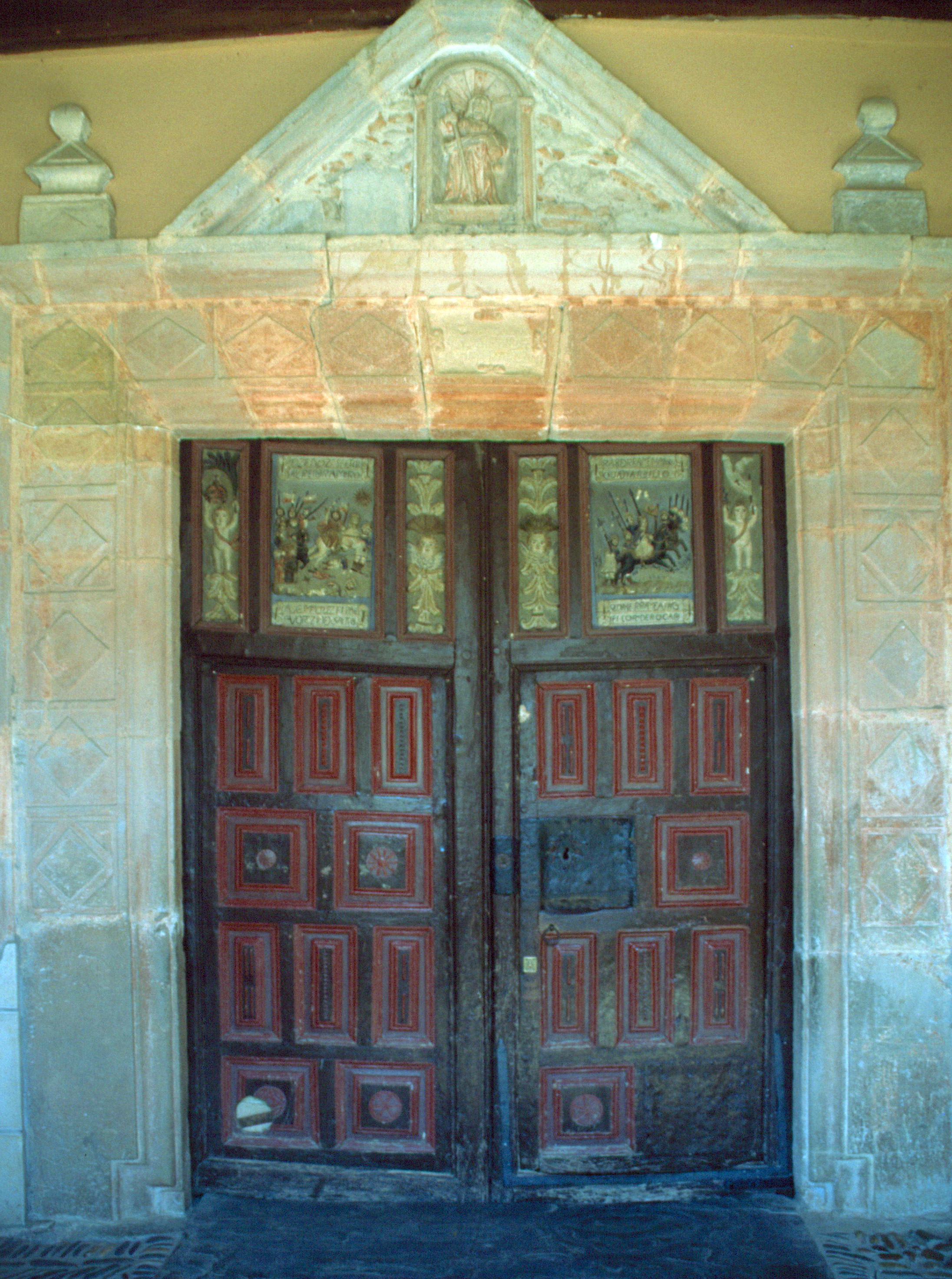
Portal der Jakobskirche

- Jakobskirche (Iglesia de Santiago) mit Darstellungen des Apostels als Maurentöter und Pilger und Darstellung der Schlacht von Clavijo auf den Türen der Kirche.

## Fiestas
- Villadangos: Pascua de Resurrección (Ostern) und Santiago Apóstol (25. Juli)
- Celadilla: San Blas (3. Februar) und San Juan Degollado (28. August)
- Fojedo: San Miguel de Mayo (8. Mai) und Epifanía (6. Januar)